# 日本国憲法第92条
日本国憲法 第92条（にほんこく（にっぽんこく）けんぽう だい92じょう）は、日本国憲法の第8章にある条文であり、地方自治の基本原則について保障し規定している。

## 条文
日本国憲法、e-Gov法令検索。

第九十二条地方公共団体の組織及び運営に関する事項は、地方自治の本旨に基いて、法律でこれを定める。

## 沿革

### 大日本帝国憲法
なし

### 憲法改正要綱
なし

### GHQ草案
なし

### 憲法改正草案要綱
「憲法改正草案要綱」、国立国会図書館「日本国憲法の誕生」。

第八十八地方公共団体ノ組織及運営ニ関スル事項ハ地方自治ノ本旨ニ基キ法律ヲ以テ之ヲ定ムベキコト

### 憲法改正草案
「憲法改正草案」、国立国会図書館「日本国憲法の誕生」。

第八十八条地方公共団体の組織及び運営に関する事項は、地方自治の本旨に基いて、法律でこれを定める。

## 解説
法律でこれを定める
地方自治法
地方自治の本旨
地方自治の本旨は以下の2点からなる。
- 住民自治 - 住民自らが地域のことを考え、自らの手で治めること
- 団体自治 - 地域のことは地方公共団体が自主性・自立性をもって、国の干渉を受けることなく自らの判断と責任の下に地域の実情に沿った行政を行っていくこと

## 判例
- 警察法改正無効事件(最高裁判例 昭和37年3月7日）憲法59条、憲法81条

## 関連条文
- 地方自治法第1条（この法律の目的）